# Tetraphidopsis
Tetraphidopsis, monotipski rod pravih mahovina iz porodice Ptychomniaceae. Jedina priznata vrsta je T. pusilla iz Novog Zelanda i Australije.
Specifični epitet pusilla znači »vrlo mali« i svakako je primjeren za ovu vrstu. 

## Stanište
Uglavnom na grančicama i granama, znatno rjeđe na deblima. Najčešće na rubovima šuma i potoka u vlažnom okruženju. Pojavljuje se na najmanje 13 rodova drvenastih dvosupnica, kao i na Cordyline i Ripogonum. Često povezane vrste briofita uključuju: Calyptopogon mnioides, Crosbya straminea, Cryphaea spp., Daltonia splachnoides, Ephemeropsis trentepohlioides, Neckera pennata, Papillaria flexicaulis, razne Orthotrichaceae, kao i Dendroceros validus, Metzgeria hamata i razne lisnate jetrenice. Pojavljuje se od blizu razine mora do c. 760 m (u blizini mjesta Tangiwai, Wellington L.D.).